# Julia Maesa
Julia Maesa  (PIR² I 678) was als dochter van Julius Bassianus, priester van de zonnegod El Gebal, de beschermgod van Emesa in de provincia Syria een invloedrijke Romeinse vrouw, die gehuwd was met (Appius) Iulius Avitus (PIR2 I 190). Zij was de oudere zus van Julia Domna en dus de schoonzus van Septimius Severus. Zij had twee dochters, Julia Soaemias en Julia Mamaea, die beiden moeder van een keizer werden.
Zij raakte niet betrokken bij de proscripties van Macrinus want ze had zich intussen teruggetrokken in Syria en mocht zelfs haar geld houden. Tezamen met haar dochter Julia Soaemias begon ze een fluistercampagne tegen Macrinus, door het gerucht te verspreiden dat Elagabalus eigenlijk een bastaardzoon van Caracalla zou zijn. De campagne wierp vruchten af en veertienjarige Elagabalus werd in 218 op de troon geplaatst.
Voor haar hulp werd haar het agnomen Augusta avia Augusti (Augusta, grootmoeder van Augustus) toegekend. Elagabalus bleek echter een rampzalig keizer te zijn en dus dwong zijn grootmoeder hem zijn neef Alexander Severus te adopteren.
In het begin van 222 was Julia Maesa samen met haar dochter Julia Mamaea betrokken in een complot tegen haar kleinzoon Elagabalus en dochter Julia Soaemias waarbij ze deze door de pretoriaanse garde lieten vermoorden. Hierop werd haar andere kleinzoon Alexander keizer.
Toen Julia Maesa rond 226 stierf, werd ze net als haar zus vergoddelijkt. Iets minder dan tien jaar lang was zij een van de machtigste vrouwen van Rome, die keizers kon maken maar hen evengoed kon breken.